# En nat på Jorden (album)
En nat på Jorden er det tredje opsamlingsalbum fra den danske rockmusiker Johnny Madsen, udgivet i 2005.

## Numre
1. "En nat på Jorden" – 4:13
2. "Johnny The Blues" – 4:14
3. "Griseriet på Bounty" – 4:17
4. "Udenfor sæsonen" – 4:08
5. "Ses vi i Slesvig" – 3:27
6. "One Man Band" – 5:15
7. "En at bli' som" (med Hobo Ekspressen) – 3:24
8. "Færgemanden" – 4:06
9. "Langerhuse blues" – 3:34
10. "Jim og Joe" – 3:08
11. "Havanna" – 3:38
12. "Send et postkort" – 4:16
13. "Den rejsendes dag" – 4:05
14. "Halgal halbal" (live) – 4:33